# Taylor Momsen
Taylor Michelle Momsen, ameriška televizijska in filmska igralka, pevka ter fotomodel, *26. julij 1993, St. Louis, Misuri, Združene države Amerike.

## Biografija

### Zgodnje življenje
Taylor Momsen se je rodila 26. julija 1993 v St. Louisu, Missouri, Združene države Amerike, kot hči Collette in Michaela Momsena. Vzgojena je bila v mestecu Potomac v Marylandu, šolala pa se je na Herbert Hoover Middle School in Winston Churchill High School. Njena mlajša sestra, Sloane Momsen, je tudi igralka.

### Kariera
Kariero začne leta 2000 v filmu Grinch.
Potem se leta 2002 pojavi v filmih Janko in Metka, Mali vohuni 2 - otok izgubljenih sanj in Bili smo vojaki.
Leta 2006 jo lahko opazimo v filmu Saving Shiloh, leta 2007 pa se pojavi v filmih Paranoid Park in Underdog, hkrati pa pritegne pozornost v televizijski seriji Opravljivka, kjer je dobila vlogo Jenny Humprey.

## Filmografija
| Filmi in televizijske serije | Filmi in televizijske serije          | Filmi in televizijske serije | Filmi in televizijske serije                        |
| Leto                         | Film                                  | Vloga                        | Ostalo                                              |
| ---------------------------- | ------------------------------------- | ---------------------------- | --------------------------------------------------- |
| 2000                         | Grinch                                | Cindy Lou Who                |                                                     |
| 2002                         | Bili smo vojaki                       | Julie Moore                  |                                                     |
| 2002                         | Mali vohuni 2 - otok izgubljenih sanj | Alexandra                    |                                                     |
| 2002                         | Janko in Metka                        | Metka                        |                                                     |
| 2006                         | Saving Shiloh                         | Samantha Wallace             |                                                     |
| 2007                         | Paranoid Park                         | Jennifer                     |                                                     |
| 2007                         | Underdog                              | Molly                        |                                                     |
| 2007                         | Opravljivka                           | Jenny Humphrey               | 2007-danes Ima tudi pevsko kariero s svojo skupino. |

## Diskografija

### Pesmi
- »Rudolph the Red-Nosed Reindeer«
- »One Small Voice«
- »Christmas, Why Can't I Find You?«

### Soundtracki
- »School's Out! Christmas«